# 乔迪·罗杰斯
乔迪·罗杰斯（英語：Jodie Rogers，1970年5月17日—），澳大利亚女子跳水运动员。她曾代表澳大利亚参加1994年英联邦运动会跳水比赛，获得女子1米跳板银牌和女子3米跳板铜牌。